# Date Munemura
Date Munemura (伊達宗村, 25 juin 1718-21 juin 1756) est un daimyo (seigneur féodal) du domaine de Sendai au XVIIIe siècle, de 1743 à 1756.